# Nyamata Genocide Memorial

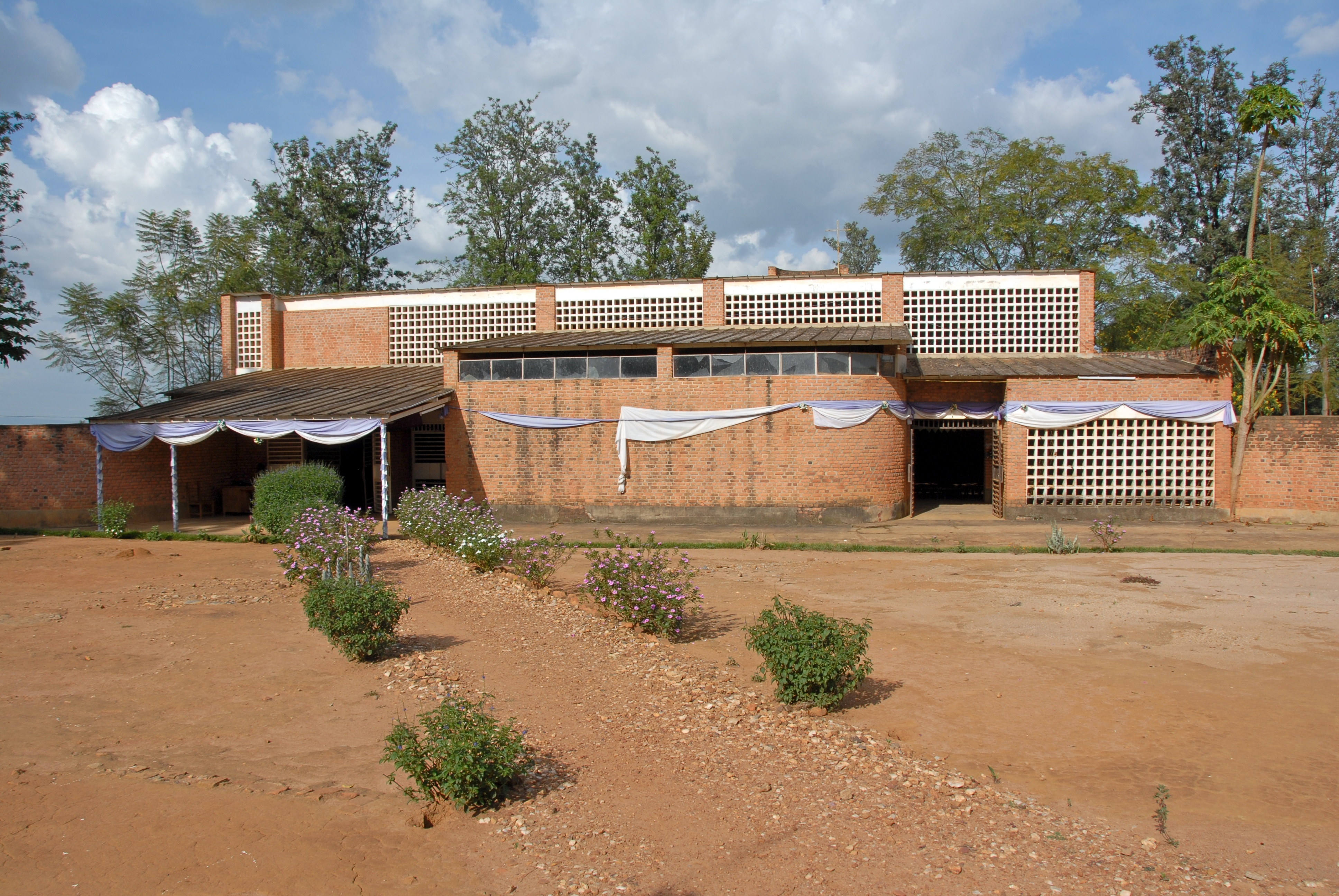
De kerk waar het bloedbad plaatsvond. Nu het Nyatama Genocide Memorial.

Het Nyamate Genocide Memorial is een gedenkplaats in en rondom een kerk waar in 1994 een deel van de Rwandese Genocide plaatsvond. In de kerk en in graven ernaast liggen de resten van 50.000 mensen begraven. De herdenkingssite bevindt zich in Nyamata, zo'n 39 km ten zuiden van de Rwandese hoofdstad Kigali.

## Geschiedenis

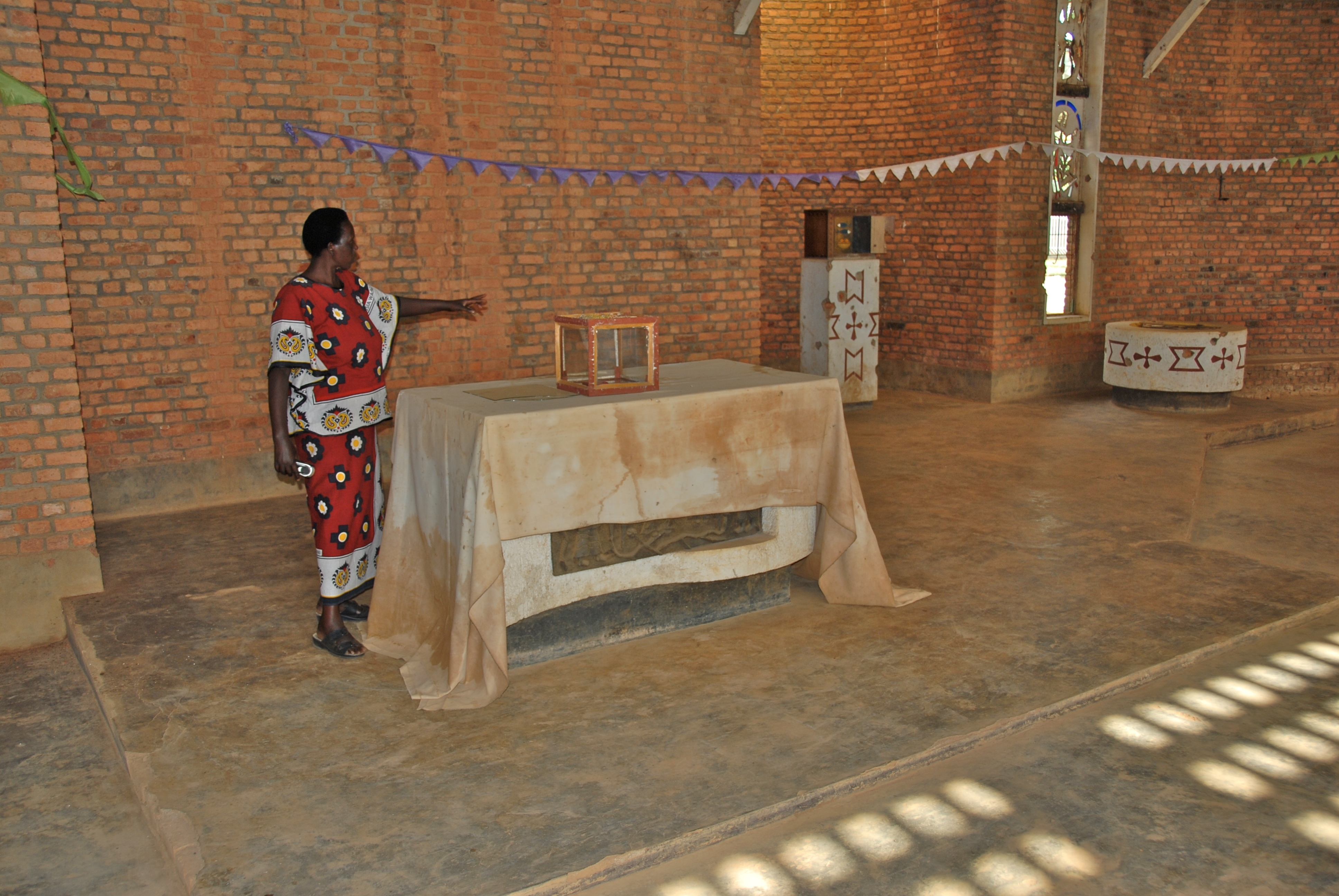
Het altaar met daarop het 'witte' kleed en een doos met persoonlijke spullen. In de muren en kasten de kogelgaten.

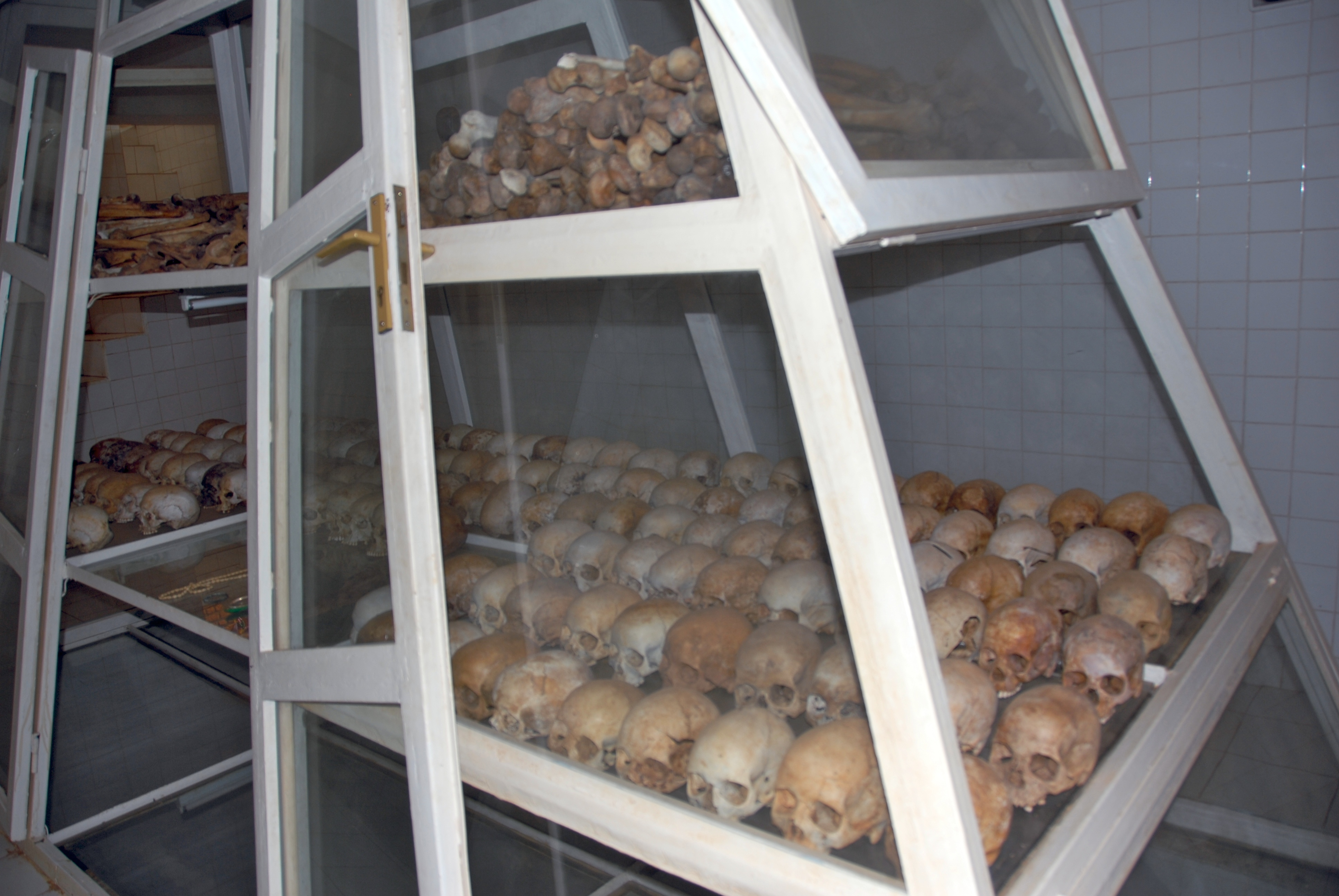
De schedels van de 50 000 mensen die begraven liggen in de kerk.

De Rwandese Genocide begon in april 1994. Vele Tutsi's zochten toen bescherming in een kerk. Ongeveer 10.000 mensen kwamen in de katholieke kerk van Nyamata samen en sloten zichzelf in. In de muren van de kerk zijn gaten zichtbaar die de daders maakten om zo granaten in de kerk te gooien. De aanwezigen in de kerk werden daarna gedood door kogelschoten of machetes. In het plafond van de kerk zijn de kogelgaten zichtbaar. Het witte kleed over het altaar vertoont nog bloedvlekken. De stoffelijke resten van de mensen werden begraven, de kledij en identiteitskaarten bleven over waardoor het mogelijk werd om mensen te identificeren als Hutu of Tutsi. Veel mensen uit de omgeving werden gedood na het bloedbad in de kerk. De overblijfselen van 50.000 mensen liggen er begraven.

## Herdenkingsplaatsen
Nyamata is een van de zes herdenkingsplaatsen voor de genocide. Andere zijn:
- Murambi Memorial Centre[1]
- Bisesero Genocide Memorial Centre[2]
- Ntarama Genocide Centre
- Kigali Genocide Memorial
- Gisozi Memorial Centre[3]